# Scurta, Bacău
Scurta este un sat în comuna Orbeni din județul Bacău, Moldova, România.